# Jリーグ百年構想クラブ
Jリーグ百年構想クラブ（ジェイリーグひゃくねんこうそうクラブ）は、2014年1月1日以降、将来日本プロサッカーリーグ（Jリーグ）への入会を目指す、日本フットボールリーグ（JFL）以下のカテゴリに所属するサッカークラブに対して、公益社団法人日本プロサッカーリーグがJリーグ規約第18条に基づき認定したクラブである。
特記なき限り、以下において「○○条」とは「Jリーグ百年構想クラブ規程」の条文を指すものとする。

## 概要

### 設置の背景
2013年12月31日まで「Jリーグ準加盟クラブ」の名前で認定していたものを、2014年シーズンからJ3リーグ (J3) が発足するのにあたり、準加盟クラブのうちJ3への参加が認められなかったクラブについて、規程の改正により別の名称で取り扱うことになったものである。
この名称変更については、元々J3に参加するクラブを「Jリーグ準会員（J3会員）」という独自資格に位置づけることを想定していたことから、従来の「Jリーグ準加盟クラブ」に対して別の名称を付与することで区別すること目的としたものである。最終的にJ3会員を正会員の一部に位置づけることになったため、単に「準加盟クラブ」という存在が名称変更したのみの形となっている。このことから、現在においてもJリーグクラブに対する「準加盟（クラブ）」に相当すると報じられることもある。
なお、百年構想クラブは広報活動において「Jリーグ百年構想クラブ」の表記を用いることができるが、Jリーグのロゴやエンブレムなどは広報活動に用いることが出来ない（第3条）。

### 参加要件
参加要件としては、基本的に従前の「Jリーグ準加盟クラブ」の参加資格を踏襲している（第2条）。以下は主なもの。
- チームがJFL・地域リーグまたは都道府県リーグに参加している実績があること。
- 運営法人が以下の要件を満たすこと。
  - 日本法に基づき設立された公益法人・特定非営利活動法人[注 2] であり、1年以上の運営実績を有すること。
  - サッカークラブの運営を主たる業務としていること。
  - 常勤役員が1名以上、常勤スタッフが4名以上いること。
  - 財務管理体制が確立されていること。
- トップチームが常時練習できる場所が確保されていること（屋外・屋内を問わない）。
- 普及活動（サッカースクールまたはクリニック）を1年以上継続して実施していること。
- Jリーグ規約第24条[8]に準拠するホームタウンを予定あるいは決定していること。
- 申請クラブの名称、ロゴ、エンブレムについて、商標が取得済み（または出願中あるいは出願準備中）であること。
- Jリーグ入会を目指すことを所属する都道府県サッカー協会が承認し支援することが文書により示されていること。
- 以下の要件を満たすホームスタジアムを確保可能であること。
  - Jリーグクラブライセンス制度の施設基準に準拠していること、あるいは施設基準に準拠するよう将来改修可能であり施設所有者が改修計画を文書で示していること。
  - ホームタウン（の自治体）がホームスタジアムとして使用することを承認していること。
  - ホームスタジアムで相当数の試合が開催できること。

百年構想クラブとして承認された後は、年会費として年120万円をJリーグに納入する義務を負う（第4条第8項）。
なお、百年構想クラブは、Jリーグチェアマンに対して書面で届け出ることにより、任意で百年構想クラブから脱退することができる（第8条第1項）。この場合、当該クラブは脱退後、最低2年間は百年構想クラブの再加盟申請をすることができない（第8条第3項）。
また、これらの参加条件を満たしていない場合や、何らかの不祥事があった場合は、当該クラブに対し会員資格の停止・喪失の処分が下される場合がある（第7条）。この場合、「最低2年間は百年構想クラブの再加盟申請をすることができない」の対象外となる。

### J3リーグへの新規参入（昇格）条件
2014年度はJ3リーグが初回であったため、百年構想クラブの前身であるJリーグ準加盟申請を承認されたクラブの所属ディビジョンの成績や財務状況などを踏まえたうえで、J3に参入する11チームを決定したが、2015年度からのJ3リーグへの新規参入については、Jリーグ規約（旧）第17条第1項の規定に基づき、日本フットボールリーグ（JFL）に所属する百年構想クラブのみがJ3リーグへ新規参入（昇格）できるようになっていた。前年の9月30日までに申請を行ったクラブに対し審議が行われ、11月30日までにJリーグ理事会において決定されていた。条件は次に示す通りである。
1. J3ライセンス基準（スタジアム要件を含む）に関する審査を受け、合格すること。
2. Jリーグ入会審査（クラブ責任者および行政当局責任者からの聴聞、地域との協力関係およびホームスタジアム・練習場等に関する調査、クラブの経営状態・戦力・観客数・選手育成その他に関する調査）を受け、合格すること。
3. 以上の条件をすべて満たした上で、当該年度のJFLに於いて以下の要件をすべて満たすこと。
  - 1試合平均入場者数が2,000人を超えており、かつ3,000人に到達することを目指して努力していると認められること。
  - 年間事業収入が1億5000万円以上になり、かつ債務超過ではないことが、合理的に見込まれること。

（ただしこの上記の2つの項目は2020年・2021年については一時的に新型コロナウィルスによる試合数削減や、観客動員数の制限（無観客含む）などの関係で例外的に扱われている）
  - 当該年度のJFLでの最終順位が「4位以内」かつJFL所属のJリーグ百年構想クラブ（J3ライセンスの有無は問わない）の上位2クラブであること（4位以内にJリーグ百年構想クラブが3クラブ以上いる場合は上位2クラブのみが参入対象となる）。

なお、J3クラブライセンス基準を充足することで百年構想クラブの要件を包含することを踏まえ、J3クラブライセンスの申請において「Jリーグ百年構想クラブ加盟」の条件を除外することになり、2023年1月1日付で規約が改定された。これに伴い「これまで必須であった百年構想クラブでなくともJ3ライセンスの取得に支障がない状況となった」ことを理由に、ラインメール青森・コバルトーレ女川・高知ユナイテッドSCの3クラブが同年1月31日、ヴィアティン三重が同年2月22日、ヴェルスパ大分が同年4月25日、沖縄SVが同年7月25日の理事会でそれぞれJリーグ百年構想クラブからの脱退が承認された。6クラブは引き続きJ3参入の意向を継続する。また、全国地域サッカーチャンピオンズリーグ2023に百年構想クラブの資格で出場し、同大会で優勝してJFLへの昇格を決めた栃木シティFCも、2023年12月19日の理事会で百年構想クラブからの脱退を申請し承認された。

## Jリーグ百年構想クラブに認定されたクラブ
- 備考（次項同文）
  - クラブ名・所属リーグ・ホームタウンは認定時点（申請中・過去の申請クラブに関しては申請時点）のもの。現在のクラブについては「申請年月日の早い順」「審査・承認日の早い順」「ホームタウンの北から」に、過去のクラブについては「脱退承認日の早い順」に並べた。
  -   2025年シーズン時点でJリーグ所属（正会員）のクラブ
  -   2025年シーズン時点でJFL所属のクラブ
  -   2025年シーズン時点で地域リーグまたは都道府県リーグ所属のクラブ

| クラブ名                 | 所属リーグ | ホームタウン                   | 申請年月日     | 審議・承認日  | Jリーグ 入会年度 | 備考                                                                                                  |
| ------------------------ | ---------- | ------------------------------ | -------------- | ------------- | ---------------- | --- |
| レノファ山口FC           | 中国       | 山口市を中心とする山口県全県   | 2013年6月10日  | 2013年8月20日 | 2015年           | 2014年JFL4位によりJ3昇格                                                                              |
| 奈良クラブ               | 関西1部    | 奈良市を中心とする奈良県全県   | 2013年6月20日  | 2013年9月17日 | 2023年           | 2022年JFL優勝によりJ3昇格 2020年1月30日に「解除条件付き失格」処分 同年6月23日に失格処分解除（再認定） |
| ヴァンラーレ八戸         | 東北1部    | 青森県八戸市、十和田市、五戸町 | 2013年6月28日  | 2013年9月17日 | 2019年           | 2018年JFL3位によりJ3昇格                                                                              |
| アスルクラロ沼津         | 東海1部    | 静岡県沼津市                   | 2013年6月28日  | 2013年9月17日 | 2017年           | 2016年JFL3位によりJ3昇格                                                                              |
| 鹿児島ユナイテッドFC     | JFL        | 鹿児島県鹿児島市               | 2014年11月29日 | 2015年2月23日 | 2016年           | 2015年JFL4位によりJ3昇格                                                                              |
| FC今治                   | 四国       | 愛媛県今治市                   | 2015年11月     | 2016年2月23日 | 2020年           | 2019年JFL3位によりJ3昇格                                                                              |
| テゲバジャーロ宮崎       | JFL        | 宮崎県宮崎市、新富町           | 2018年11月27日 | 2019年2月19日 | 2021年           | 2020年JFL2位によりJ3昇格                                                                              |
| FC大阪                   | JFL        | 大阪府東大阪市                 | 2019年11月26日 | 2020年2月25日 | 2023年           | 2022年JFL2位によりJ3昇格                                                                              |
| いわきFC                 | JFL        | 福島県いわき市ほか9市町村      | 2019年12月2日  | 2020年2月25日 | 2022年           | 2021年JFL優勝によりJ3昇格                                                                             |
| VONDS市原                | 関東1部    | 千葉県市原市                   | 2019年12月     | 2020年2月25日 | 未加入           | |
| 南葛SC                   | 東京都1部  | 東京都葛飾区                   | 2019年12月     | 2020年2月25日 | 未加入           | |
| クリアソン新宿           | 関東1部    | 東京都新宿区                   | 2020年11月30日 | 2021年2月25日 | 未加入           | |
| 東京23フットボールクラブ | 関東1部    | 東京都江戸川区                 | 2021年12月1日  | 2022年2月28日 | 未加入           | |

| クラブ名               | 所属リーグ | ホームタウン                   | 申請年月日     | 審議・承認日  | 脱退承認日     | 備考                                                       |
| ---------------------- | ---------- | ------------------------------ | -------------- | ------------- | -------------- | ---------------------------------------------------------- |
| tonan前橋              | 関東1部    | 群馬県前橋市                   | 2013年6月27日  | 2013年9月17日 | 2019年7月30日  |                                                            |
| 東京武蔵野シティFC     | JFL        | 東京都武蔵野市                 | 2015年11月15日 | 2016年2月23日 | 2020年7月31日  | 現クラブ名:横河武蔵野FC                                    |
| 鈴鹿ポイントゲッターズ | JFL        | 三重県鈴鹿市                   | 2020年11月30日 | 2021年2月25日 | 2022年6月28日  | 資格要件不備による失格処分 現クラブ名:アトレチコ鈴鹿クラブ |
| ラインメール青森FC     | JFL        | 青森県青森市                   | 2018年11月30日 | 2019年2月19日 | 2023年1月31日  |                                                            |
| コバルトーレ女川       | 東北1部    | 宮城県女川町                   | 2021年11月26日 | 2022年2月28日 | 2023年1月31日  |                                                            |
| 高知ユナイテッドSC     | JFL        | 高知市を中心とする高知県全県   | 2021年11月30日 | 2022年2月28日 | 2023年1月31日  | 2024年JFL2位によりJ3昇格                                   |
| ヴィアティン三重       | JFL        | 三重県桑名市ほか7市町          | 2019年11月29日 | 2020年2月25日 | 2023年2月22日  | 加入は2回目の申請                                          |
| ヴェルスパ大分         | JFL        | 大分県大分市、別府市、由布市   | 2020年12月     | 2021年2月25日 | 2023年4月25日  |                                                            |
| 沖縄SV                 | 九州       | 豊見城市を中心とする沖縄県全県 | 2021年11月     | 2022年2月28日 | 2023年7月25日  |                                                            |
| 栃木ウーヴァFC         | JFL        | 栃木県栃木市                   | 2013年6月28日  | 2014年5月20日 | 2023年12月19日 | 現クラブ名:栃木シティFC 2024年JFL優勝によりJ3昇格          |

## Jリーグ百年構想クラブを申請中・または過去に申請があったクラブ
| クラブ名         | 所属リーグ | ホームタウン                            | 申請年月日    | 備考 |
| ---------------- | ---------- | --------------------------------------- | ------------- | --- |
| MIOびわこ滋賀    | JFL        | 滋賀県草津市、東近江市を 中心とする全域 | 2013年6月27日 | 旧Jリーグ準加盟クラブとして申請後、 継続審議中のままで審査が事実上凍結されている。 現クラブ名:レイラック滋賀FC                                                    |
| おこしやす京都AC | 関西1部    | 京都府京都市                            | 2022年2月28日 | 2019年12月2日に1回目の申請後、翌年2月14日に取り下げ。 2021年11月末に2回目の申請。 2022年2月末に3回目の申請を行う も、普及活動が未充足という理由で未承認となった。 |

### 注記
1. ↑  このことは、「Jリーグ百年構想クラブ規程」が、百年構想クラブの名称が用いられるより前の「2012年4月1日から施行」されていること[3]並びに規約第18条で「2013年12月31日までにＪリーグ準加盟クラブとして認定されているクラブは、当然に百年構想クラブと呼称し、当該クラブとして取り扱われるものとする」と明記されていること[1]から確認することが出来る。
2. ↑  ただし運営法人が特定非営利活動法人の場合、Jリーグ規約第12条の規定に基づき、そのままではJ2会員以上となることが出来ない（トップチームの運営母体が公益法人または株式会社等に改組する必要がある。ユース以下の下部組織はNPO、あるいは労協法人が運営しても差し支えはない）。
3. 1 2 3  2013年度まではJリーグ準加盟クラブとしての申請日。
4. ↑  「ヴィアティン桑名」時代（当時三重県2部）の2013年6月に準加盟申請を行うが書類不備のため不受理となり[49]、再申請を行ったもの。